# Blythe (nome)
Blythe  è un nome proprio di persona inglese maschile e femminile.

## Varianti
- Blyth, Blithe

## Origine e diffusione
È basato sull'aggettivo inglese blythe che, tratto dall'inglese antico bliðe, vuol dire "allegro", "vivace" (significato analogo a quello dei nomi Allegra, Aliza, Ilaria e Gaudenzio); in passato lo stesso termine aveva anche il senso di "gentile", "clemente", motivo per cui venne adottato già dai Puritani nel XVI secolo. 
Il nome proprio può anche essere una ripresa del cognome inglese Blythe, esso stesso tratto dall'aggettivo oppure dal nome del fiume Blyth, che scorre nel Northumberland, a sua volta risalente allo stesso termine. Più di recente, l'uso del nome potrebbe anche essere stato promosso dal romanzo di Noël Coward Spirito allegro (Blithe Spirit); la sua diffusione, comunque, è scarsa.

## Onomastico
Il nome è adespota, cioà privo di santo patrono; l'onomastico si può festeggiare ad Ognissanti, che è il 1º novembre.

## Persone

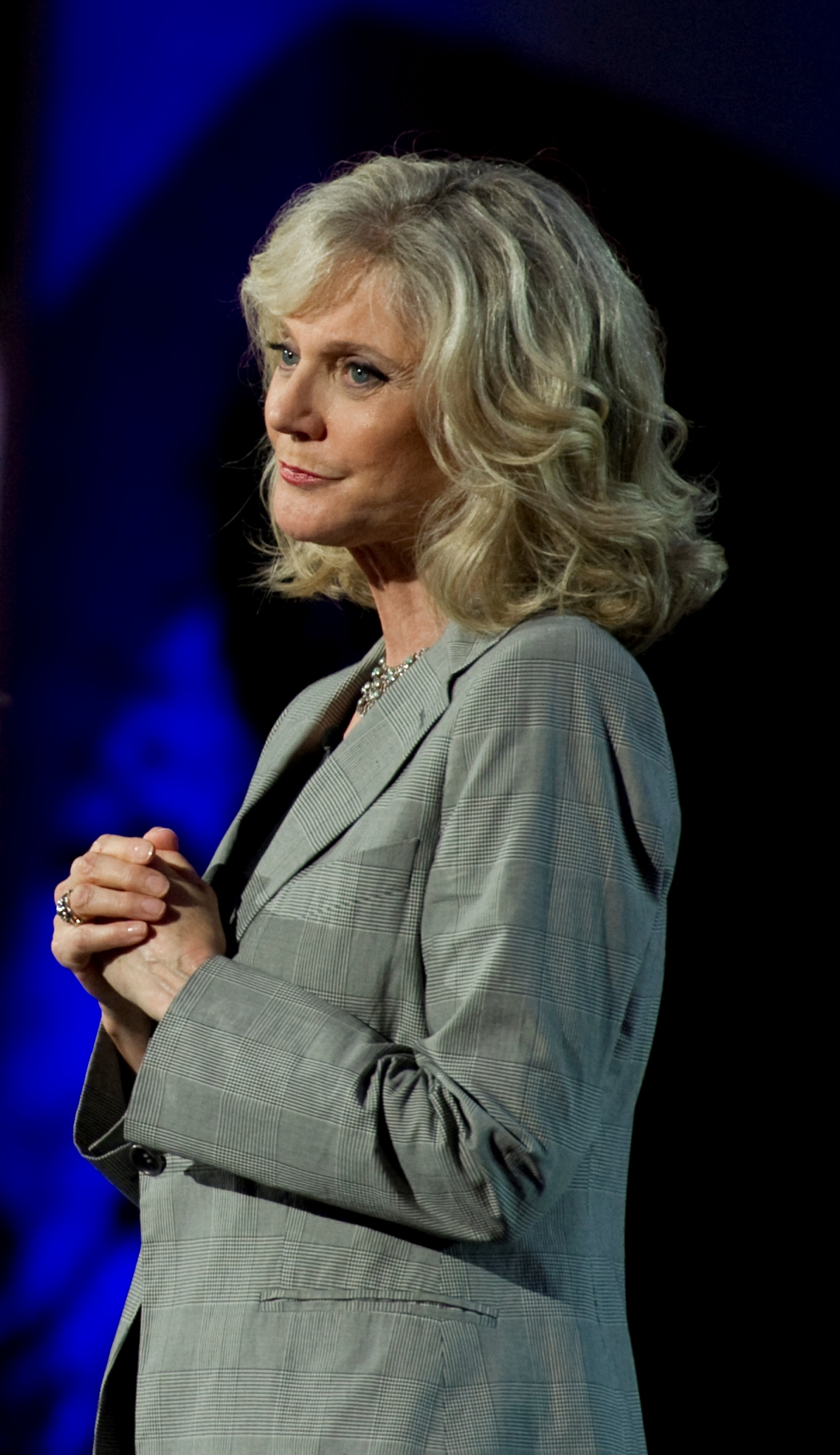
Blythe Danner

### Femminile
- Blythe Danner, attrice statunitense
- Blythe Hartley, tuffatrice canadese

### Variante maschile Blyth
- Blyth Tait, fantino neozelandese

## Il nome nelle arti
- Blythe Baxter è la protagonista della serie animata Littlest Pet Shop.
- Blythe House è un personaggio della serie televisiva Dr. House - Medical Division.

## Toponimi
- 55755 Blythe è un asteroide della fascia principale, che prende il nome da Blythe Andra Lowe, moglie dello scopritore[4].